# Bramberk
Bramberk (deutsch Bramberg) ist ein 787 m hoher Berg im Isergebirge im Okres Jablonec nad Nisou der Tschechischen Republik. Er liegt nordwestlich der Stadt Lučany nad Nisou (Wiesenthal a.d. Neiße) zwischen den Aussichtstürmen Černá studnice (Schwarzbrunnberg) im Süden und dem Slovanka (Seibthübel) im Norden.
Auf dem Gipfel befindet sich die 1892 errichtete und inzwischen mehrfach erweiterte Brambergbaude. 1912 wurde daneben ein steinerner Aussichtsturm errichtet, der 21 m hoch ist. Die Zufahrt auf den Gipfel ist über eine Fahrstraße von Horní Maxov (Ober Maxdorf) aus möglich.
Über den Berg führen Wanderwege in sechs Richtungen.